# Larroque (Haute-Garonne)
Larroque település Franciaországban, Haute-Garonne megyében. Lakosainak száma 292 fő (2022. január 1.). Larroque Balesta, Cardeilhac, Cazaril-Tambourès, Le Cuing, Lodes, Montmaurin, Nizan-Gesse, Saint-Plancard, Sarrecave és Sarremezan községekkel határos.

## Népesség
A település népességének változása:
| Lakosok száma | 542  | 426  | 335  | 313  | 307  | 295  | 292  | 290  | 289  | 292  |
|               | 1968 | 1982 | 1999 | 2006 | 2011 | 2015 | 2017 | 2018 | 2020 | 2022 |